# Sweeny
Sweeny – miasto w Stanach Zjednoczonych, w stanie Teksas, w hrabstwie Brazoria.